# Martelaren van Gorcum
Met de Martelaren van Gorcum worden negentien katholieke religieuzen en seculiere priesters aangeduid die om hun geloof door de watergeuzen in 1572 zijn vermoord in Den Briel.

## Geschiedenis in het kort
Tijdens de Opstand werd door de geuzen op 26 juni 1572 de stad Gorinchem ingenomen. Hoewel door de bezetters – die in alliantie met Willem van Oranje stonden – geloofsvrijheid was toegezegd, werden zeventien priesters, zowel seculieren als regulieren, alsmede twee lekenbroeders, gevangengenomen en gefolterd. Op 9 juli 1572 werden zij bij Den Briel opgehangen in een turfschuur die aan een vernietigd klooster toebehoorde; vervolgens werden hun lichamen verminkt. Andere priesters vonden de dood op de brandstapel op de Grote Markt van Den Briel. Een belangrijk deel van de relieken van de martelaren bevindt zich in de Sint-Niklaaskerk aan de Boterstraat in Brussel (België).

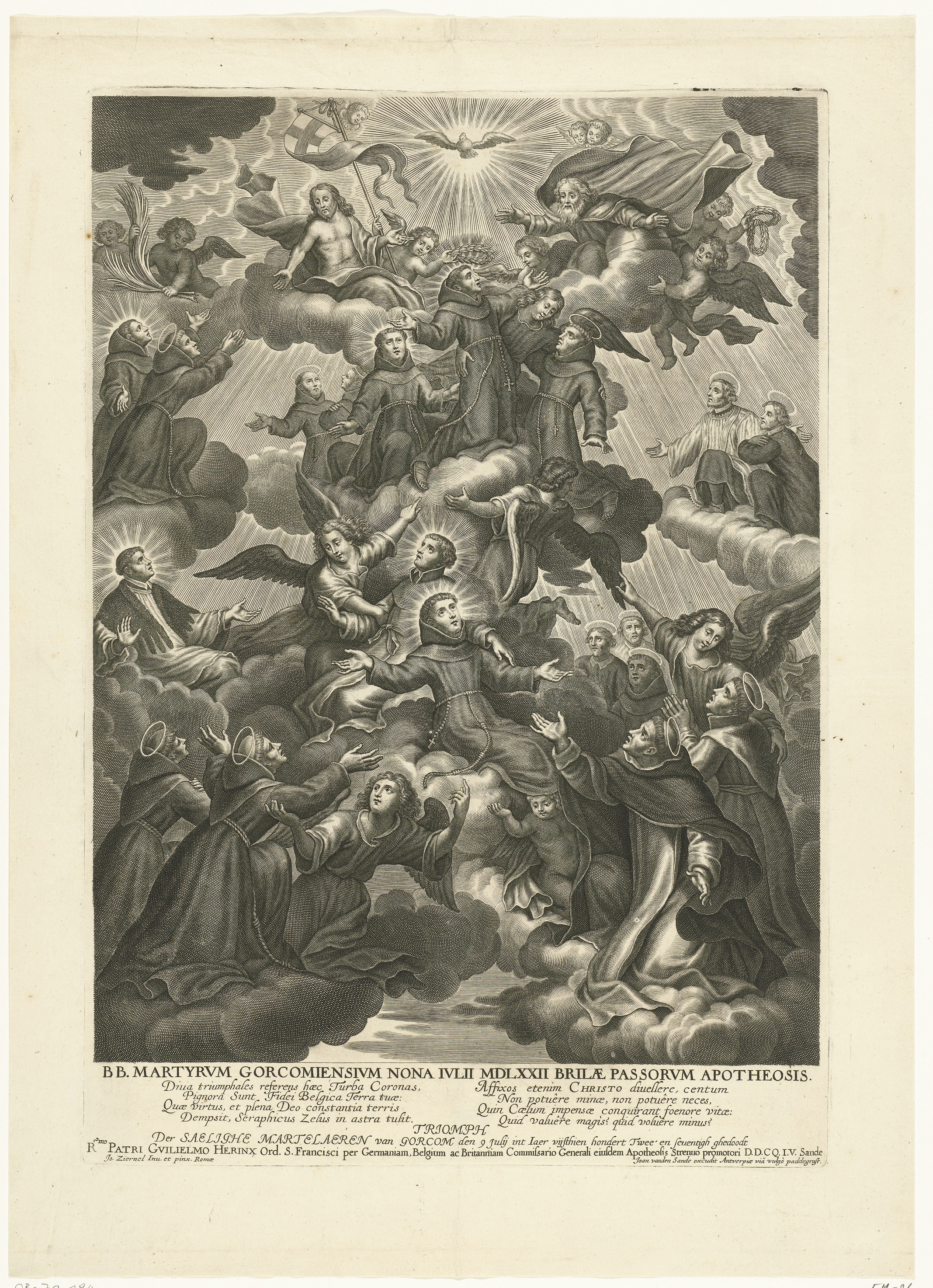
Apotheose van de martelaren van Gorkum 1572, prent gemaakt door Jean Baptiste Nolin naar een schilderij van Johan Zierneels, 1675

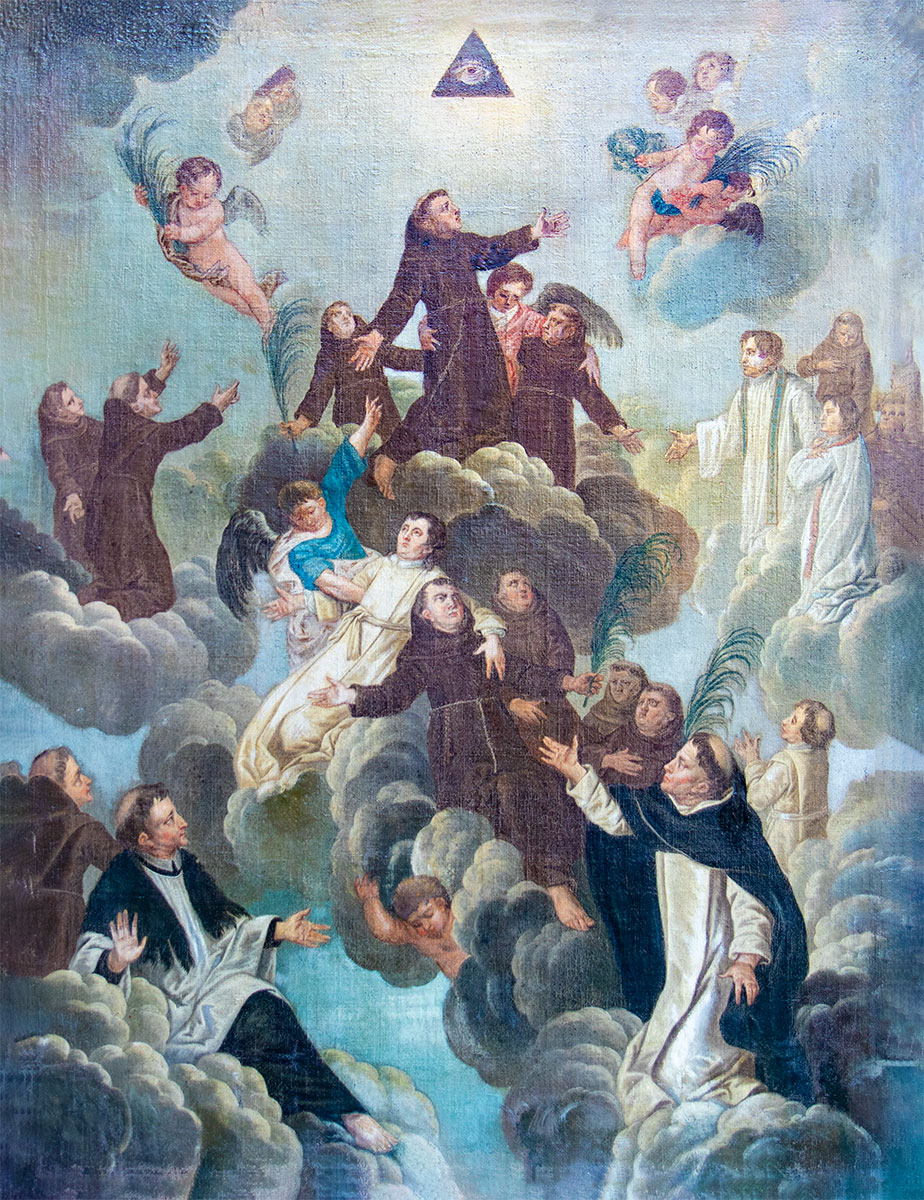
Schilderij door Johan Zierneels - Verheerlijking van de Martelaren van Gorcum

In 1675 werden de martelaren zalig verklaard. In 1867 nam Pius IX hen op in het officiële Romeinse martyrologium (de lijst van heilige martelaren) na hen op het Sint-Pietersplein heilig te hebben verklaard.
Hun gedachtenis is op 9 juli. In 1972 werd de moord op en de marteldood van de martelaren officieel herdacht door kardinaal Alfrink, minister Marga Klompé en koningin Juliana.
Bij de heroprichting van de Nederlandse Provincie van de Minderbroeders Franciscanen (O.F.M.) in 1853 werden de H.H. Martelaren van Gorcum aangesteld tot de patronen daarvan.

## Bedevaartskerk
In Brielle (Den Briel) bevindt zich aan De Rik de bedevaartskerk die in 1932 werd gebouwd ter ere van de martelaren. Op het achterliggende Martelveld waar zich de turfschuur bevond zijn een kruisgang en een stenen kapel met buitenaltaar opgericht. Aan het water van de aanwezige voormalige kloosterbron worden meerdere wonderbaarlijke genezingen toegeschreven. Het bedevaartscomplex wordt bestuurd door de Bisschoppelijke Brielse Commissie van het bisdom Rotterdam. Jaarlijks is een nationale bedevaart; daarnaast vinden er ook bedevaarten van private groeperingen uit Nederland en Vlaanderen plaats.

## Uitgebreide geschiedenis

### Vervolging van katholieken
Hoewel het niet in de bedoeling van Willem van Oranje lag om tot katholiekenvervolging over te gaan, schiep hij er door het omarmen van de geuzen wel de gelegenheid toe. In de veroverde steden werd vrij hardhandig afgerekend met de lokale geestelijkheid. Velen ondergingen martelingen, er werden moorden gepleegd en tientallen geestelijken werden door tribunalen, al dan niet georganiseerd in Den Briel, ter dood veroordeeld. De haatdragendheid en wreedheid van geuzenleiders Willem Lumey en Diederik Sonoy tegenover hun tegenstanders, speelde hierin een grote rol.

### Gorcum stapt over naar de Opstand
Toen bekend werd dat Dordrecht zonder enig verzet de kant van de geuzen had gekozen, werd het in Gorcum onrustig. Men verwachtte dat nu ook elk moment zij aan de beurt zouden zijn, en dat vermoeden klopte: een dag later, op 25 juni 1572, naderden dertien geuzenschepen de poorten van het stadje. De kleine minderheid die zich tot de aanhangers van de geuzen rekende, durfde zich nu meer te roeren in het gesprek. Het overgrote deel van de overige Gorcummers wist zich met de situatie geen raad en liet het gebeuren over zich heenkomen.
In Gorcum bevonden zich een nonnenklooster en een franciscaner mannenklooster. Claes Pieck, de gardiaan van dat laatste klooster, nam de nodige voorzorgsmaatregelen. Hij evacueerde de nonnen naar de even buiten de stad gelegen vesting van baljuw Turck. Anderen moedigde hij aan zo veel mogelijk uit te wijken naar familie of andere kloosters in de omgeving. Ook bracht hij waardevolle spullen, zoals miskelken, in veiligheid. Die zouden immers makkelijk ten prooi vallen aan de geuzen. Voor de franciscanen was de situatie het meest bedreigend: de woede van het geusgezinde volk richtte zich in andere steden juist op hen, omdat zij de naam hadden een rijk leven te leiden, terwijl ze schuilgingen achter een masker van armoede. Dergelijke ressentimentsgevoelens berusten altijd op een kern van waarheid, en ook de katholiek getinte literatuur over de Martelaren erkent dat velen van hen gedurende hun leven fouten hadden gemaakt – niet hun leven, maar hun dood maakt dat de katholieke kerk hen als heiligen beschouwt.
De meeste monniken weigerden hun stad te verlaten. Ook de twee pastoors van Gorcum, Leonardus van Veghel en Claes Poppel, bleven. Tot op het laatst toe bleef Poppel de Heilige Mis opdragen: op 26 juni in de ochtend deed hij dat voor de laatste keer. In een kort boekje over de martelaren schrijft de katholiek C. Blijswijk:

De pastoor had zijn beste toog aangetrokken. Een verwonderde parochiaan vroeg hem schertsend of hij soms naar een bruiloft toeging. Het onverwacht antwoord luidde: “Zo voel ik mij ook.”

Diezelfde dag besloot het stadsbestuur de geuzen binnen te laten. De pastoors, nonnen en monniken zaten toen, samen met andere overtuigd katholieke inwoners van Gorcum, achter de muren van Turcks vesting. Daar zouden ze niet lang veilig zijn. De overmacht van de Geuzen was te groot en de hulptroepen van de Spaanse legerleider Bossu kwamen veel te laat. Nog geen dag later viel ook de vesting in handen van de geuzen.

### Gevangenschap
Turck wist bij geuzenleider Marinus Brant te bedingen dat alle geestelijken de vesting vrij mochten verlaten. Al snel bleek echter dat Brant weinig in de melk te brokkelen had: fanatieke geestverwanten uit Gorcum wilden de pastoors en monniken uit hun stad gestraft zien voor het onderdrukken van het protestantisme. De mannen werden gevangengezet en gruwelijk mishandeld. Zo werd gardiaan Claes Pieck bijna gewurgd en werden de pastoors hard geschopt en geslagen. Dit ging een aantal nachten zo door. Het doel was, behalve het uitleven van persoonlijke haat, om de gevangenen ertoe te drijven hun geloof in het Heilig Misoffer en de eucharistische tegenwoordigheid en hun trouw aan de paus van Rome af te zweren. Brant probeerde intussen de geruchten in de stad over de toestand van de geestelijken de kop in te drukken door het bericht te verspreiden dat zij uitstekend werden behandeld. Dat dit niet zo was, bleek toen na drie dagen de protestantse arts Dirck Cortman, toevallig de zwager van priester Claes Pieck, werd toegelaten om de gevangenen de verzorgen. Cortman stelde zijn stadsgenoten op de hoogte van de toestand. Pastoor Lenaert Veghel werd op diezelfde dag vrijgelaten om geestelijke bijstand te verlenen aan drie katholieke leken, die de volgende dag terecht zouden worden gesteld. Voorwaarde was dat hij geen Heilige Mis zou opdragen en volgens ‘het zuivere Evangelie’ zou prediken – de protestantse calvinistische leer dus. Ook moest hij op 2 juli op het feest van Maria Visitatie een preek houden.

Hem werd toegevoegd dat hij wel wist hoe te preken. Met deze voorwaarde had de pastoor weinig moeite. Hij had altijd het zuivere Evangelie gepredikt. Wijselijk weidde hij er niet over uit. […] De grote stadskerk was die morgen tot de laatste plaats toe bezet. […] Naar aanleiding van het feest van die dag, Maria Visitatie, sprak hij in klare taal, zonder ketterse leerstellingen van de eeuw rechtstreeks te bestrijden, over het maagdelijk moederschap van Maria, haar plaats in de hemel en de gerechtigheid van haar verering. Hij bezwoer de toehoorders trouw te blijven aan het katholieke geloof waarbuiten geen eeuwig heil mogelijk was. Hij verklaarde ten slotte dat hij, zolang het hem vergund was te preken, immer de leer van de heilige Roomse Kerk zou verkondigen, zelfs al moest hij dat met de dood bekopen.

Deze preek werd Lenaert uiteraard niet in dank afgenomen. Hij bleef echter op vrije voeten en kreeg van Brant zelfs toestemming om naar Den Bosch te reizen om zijn doodzieke moeder te bezoeken. Het volk wist niets van deze afspraak en toen het merkte dat Lenaert was vertrokken ontstak het in woede. De ‘verrader’ die was ‘gevlucht’ werd vanaf de overkant van de Maas teruggehaald naar Gorcum en weer bij de andere geestelijken in de cel gesmeten. Voor zover het lot van de gevangenen nog niet bezegeld was, was dit nu wel het geval.

### Naar Den Briel
De sfeer in Gorcum werd gespannener: ook katholieken durfden zich meer en meer in het debat te mengen. Om te voorkomen dat dit zou escaleren, werden de gevangenen tot op hun ondergoed uitgekleed en met de boot eerst naar Dordrecht en daarna naar Den Briel gebracht. Bij de passage van het schip aan Dordrecht moesten de negentien gevangenen het dek op, zodat ze beschimpt konden worden door de vele nieuwsgierigen. Ook bij de aankomst in Brielle wachtte hen een honend onthaal. Op de kade stond een galg opgesteld, waaromheen de gevangenen enkele rondjes moesten lopen. Ondertussen moesten ze het Salve Regina en andere Mariahymnen zingen en deed de beul alsof hij de galg klaarmaakte voor hun executie. Dat was echter slechts intimidatie: zogenaamd ‘in processie’ moesten de geestelijken door het centrum van Den Briel trekken, waar alweer een galg stond opgesteld. Ditmaal moesten ze onder andere het Te Deum en de Litanie van alle Heiligen zingen.

De geuzen eisten een Mariahymne. Even zwegen de stemmen. Dan, ineens, klonk de stem van de simpele Govaert van Duynen. Met ongekende helderheid van geest verwisselde hij het slotgebed met de oratie van het feest van Onze Lieve Vrouwe van zeven smarten; “interveniat pro nobis…”. “Spreke, zo smeken wij, goedertierene Heer Jezus Christus, Uw moeder de H. Maagd Maria, nu en in het uur van onze dood, voor ons bij U ten beste, zij, wier allerheiligste ziel in het uur van Uw lijden met het zwaard der droefheid werd doorboord. Gij, die leeft in de eeuwen der eeuwen.” Zijn medebroeders antwoordden met ingehouden stem: “Amen”. Er viel een ongewone stilte. Het volk werd getroffen bij de aanblik van de geloofsgetuigen. Ooggetuigen verklaarden later tijdens het verhoor in het proces der zaligverklaring dat zij diep geroerd waren door de vrede en de overgave die afstraalden van het aanschijn der martelaren.’

Ze werden opgesloten in de gevangenis. Daar vertoefden nog drie andere katholieken, die ook op hun executie wachtten. Steeds meer mensen, onder andere de zus van Lenaert Veghel en de twee protestantse broers van Claes Pieck, probeerden voldoende geld op te brengen voor de vrijlating van de gevangenen, of praatten op Lumey en andere geuzen in om de voltrekking van de doodstraf af te wenden. Brant deed nog een poging contact te krijgen met Willem van Oranje. Op 7 juli kwam Willems bericht bij hem aan, waarin hij aangaf dat de gevangenen absoluut vrijgelaten moesten worden. Brant stuurde een kopie van dit bericht naar Lumey. Toen Lumey las dat de van oorsprong eenvoudige turfschipper Brant zich ‘mijne Heere’ liet noemen, ontstak hij in woede over zoveel grootheidswaan. Later drong het bovendien tot hem door dat hij slechts een kopie van Willems bevel had gekregen. Hij voelde zich beledigd en besloot de orders van de prins te negeren.

### Het twistgesprek
Op 8 juli besloten de geuzen, in een poging de leiders van de groep gevangenen te bewegen hun katholieke geloof te verzaken, een verhoor te organiseren. Deelnemers waren twee protestantse predikanten, enkele vooraanstaande geuzen en de belangrijkste Gorcumse geestelijken. Gardiaan Claes Pieck werd als eerste gevraagd de paus en de roomse afgoderij te verzaken. D. de Lange, eveneens een katholiek, die zich voor zijn boek 'De Martelaren van Gorcum' baseerde op de overlevering van tijdgenoten van de martelaren, omschrijft Piecks antwoord:

Moet ik dan ter wille van dit armzalige leven mijn waar katholiek geloof verzaken om uw valse en ketterse leer aan te nemen? Dat is toch al te dwaas! De dood zal mij toch eens verrassen, dat kan nu zijn, of binnenkort, een lang leven ligt niet meer voor mij. En zelfs als ik nog lang te leven had, sterven moet ik toch. Dan wil ik dit onvermijdelijk noodlot van de menselijke natuur graag doorstaan ter wille van mijn ware godsdienst, en wil ik met de dood bevestigen wat ik immer gepredikt heb.

Ook pastoor Lenaert weigert het Heilig Misoffer, het pontificaat en de zeven sacramenten te verloochenen. Hij vraagt om een eerlijk apologetisch dispuut in een neutrale omgeving. Als de predikanten erin slagen hem te overtuigen, zal hij zijn katholieke geloof afzweren. Iedereen stemt hiermee in, Lenaert en Claes Pieck worden uitgekozen om eraan deel te nemen. Deze twee katholieken werden voor het dispuut gekoppeld aan twee protestantse predikanten, onder wie Andries Cornelissen.

Andries Cornelissen: "Ik stel u (als onderwerp van het dispuut) voor het zuiver Woord Gods, dat tot nu toe door de onware prediking en de bedorven uitleg van de papisten vervalst is."
Lenaert Veghel: "En wat is dan het zuivere Woord Gods?"
Andries Cornelissen: "Het Oude en Nieuwe Testament."
Lenaert Veghel: "Wat verstaat gij onder het Oude en Nieuwe Testament? Zijn dat de geschriften van het Oude en Nieuwe Testament?"
Andries Cornelissen knikt.
Lenaert Veghel: "Van wie hebt gij de leer en de zekerheid ontvangen dat de Schriften der beide Testamenten het Woord Gods zijn? Wie heeft u dit overgeleverd, en welk bewijs kunt gij hiervoor aanvoeren?"
Claes Pieck legt hun het vuur nog nader aan de schenen: "Neemt gij het Evangelie aan? Van wie hebt gij dat ontvangen? Wie hebben u geleerd dat het ene evangelie door de apostel Mattheus, het andere door Johannes geschreven is?"
Andries Cornelissen, in verwarring gebracht, en heel goed begrijpend waar dit op uit zal lopen, blijft het antwoord schuldig.

Het dispuut duurt hierna nog heel kort. De omstanders hebben door dat Veghel en Pieck in het dispuut op z'n minst de gelijken zijn van de protestantse predikanten en barsten uit in luid rumoer. Lenaert en Claes werden de zaal uitgedreven. Vervolgens ging het verhoor verder. Jeroen van Weert, ondergardiaan, moest zich verantwoorden en ook hij bleef trouw aan de gehele rooms-katholieke geloofsleer. Wel werd hij geconfronteerd met een vijand: in de zaal zat een geus die enkele jaren eerder door hem uit Bergen op Zoom was verbannen wegens ketterij. Pastoor Claes Poppel en de Norbertijnse priesters Adriaan van Hilvarenbeek en Jacques Lacops werden vooral opgeroepen om het Heilig Misoffer en de werkelijke tegenwoordigheid van Christus in de Eucharistie te verloochenen. Ook zij weigerden dit standvastig. Lacops werd tot slot nog door Lumey zelf toegesproken, zelfs bedreigd, maar bleef zijn geloof trouw.

### De laatste dag: de turfschuur in Rugge

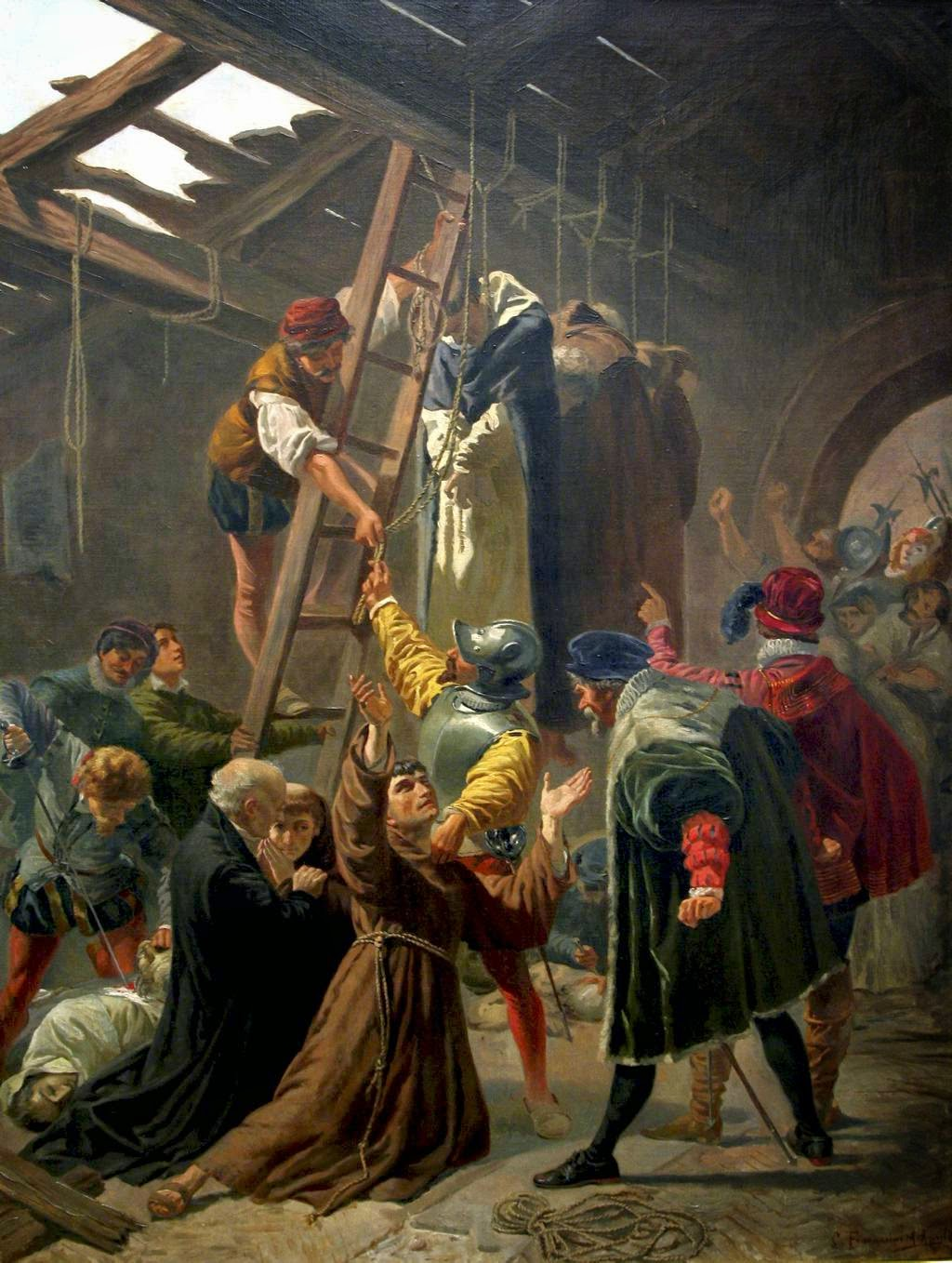
Ophanging van de martelaren in Den Briel (Cesare Fracassini, 1867)

Na dat verhoor liepen de emoties zo hoog op, dat laat in de avond spontaan werd besloten de gevangenen zo snel mogelijk op te hangen. In de nacht van 8 op 9 juli werden ze meegevoerd in een stoet naar Rugge, even buiten Den Briel. Ook een lekenbroeder Hendrik, die eerder zijn geloof had verzaakt en in vrijheid was gesteld, voegde zich in het geheim bij hen, na te hebben gebiecht bij Jeroen van Weert. Ze kwamen aan in een turfschuur, waar al enkele stroppen aan de dakbalken waren opgehangen.
Claes Pieck werd als eerste uitgekozen. Het doel was de leiders als eerste te doden om zo de rest te ontmoedigen. Pieck hield stand en werd dus als eerste gehangen. Als nieuwe leiders van de groep wierpen zich nu Jeroen van Weert, de ingetogen Nicasius van Heeze en de pastoors Lenaert Veghel en Claes Poppel op. Vooral Nicasius wist met groot gezag de rust in de groep te herstellen. Jeroen van Weert werd als tweede gehangen – maar, naar het verhaal gaat, niet voordat de tatoeages die getuigden van zijn deelname aan een Jeruzalemvaart waren weggesneden. Kruisvaarders werden door de protestanten extra gehaat, omdat juist zij symbool stonden voor het actief propageren van het katholicisme. Daarna volgden Lenaert, Claes Poppel en Nicasius. Ook deze drie gaven volgens de overlevering geen krimp, om de overgebleven, zwakkere, broeders niet te ontmoedigen. Nicasius kreeg volgens De Lange als straf voor zijn leidersrol de strop door de mond aangelegd. Govaert van Mervel, een van de oudste der martelaren, stierf volgens de overlevering biddend dat de Heer zijn beulen zou vergeven: “Heer vergeef het hun, want zij weten niet wat zij doen”. Hiermee werd hij voor de katholieken later een van de meest inspirerende martelaren. Alleen Hendrik, een jongen van achttien, liet zich door de predikanten bepraten en gaf een valse leeftijd op: zestien. Als gevolg hiervan werd hij vrijgelaten en moest hij toekijken hoe al zijn negentien broeders de dood vonden. Govaert van Duynen, een zeer oude monnik, zag er zelfs naar uit: hij wilde naar zijn broeders toe en zag de hemelpoort reeds mystiek geopend. Stralend beklom hij de ladder en tot slot vroeg hij zijn beulen nog hem te vergeven als hij tegenover hen iets kwetsends had gezegd.

### Na hun dood

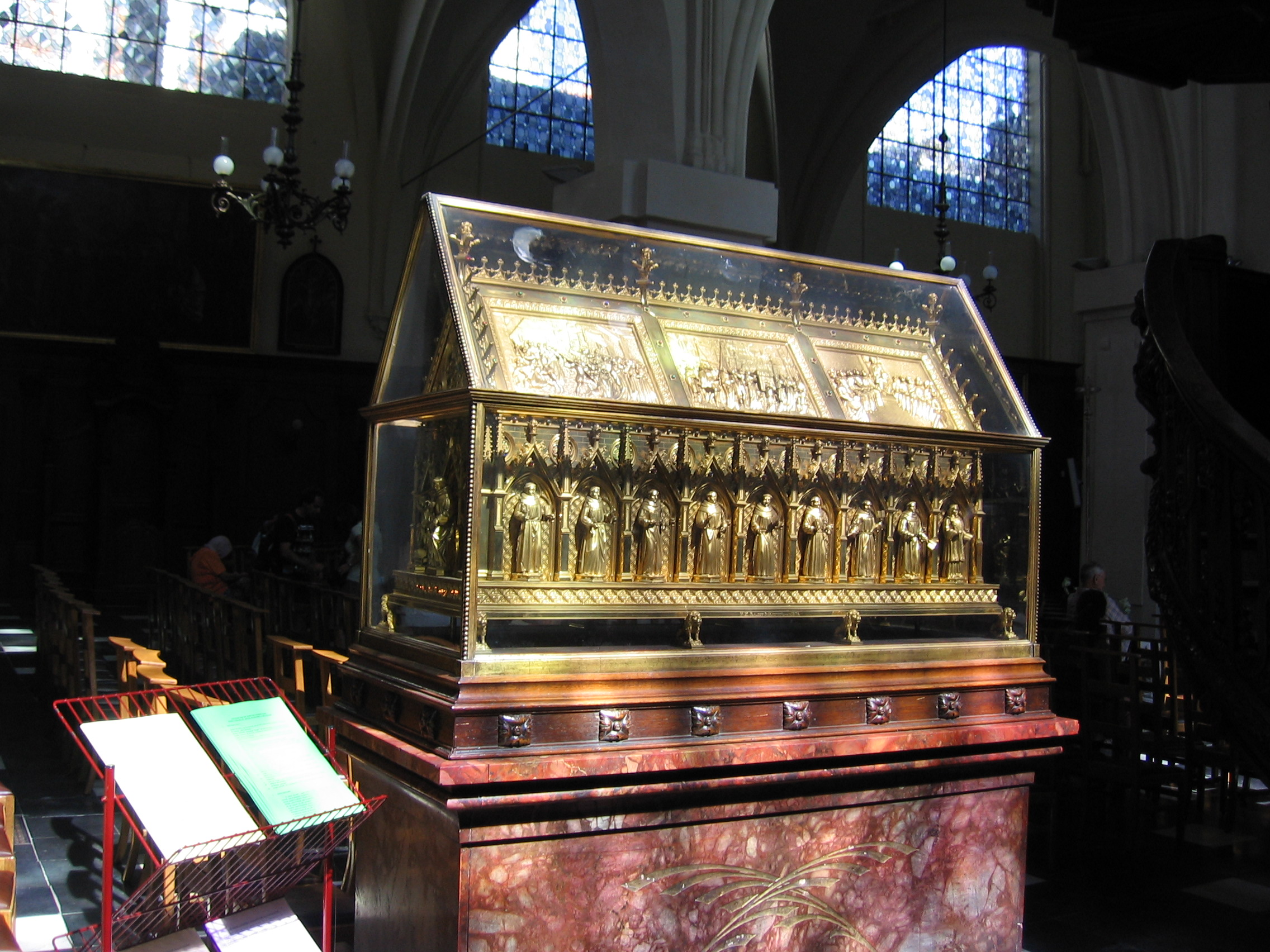
Relieken van de heilige martelaren van Gorkum in de Sint-Niklaaskerk in Brussel

De stoffelijke resten van de martelaren werden eerst nog onteerd en verminkt, maar uiteindelijk slaagden enkele invloedrijke Gorcummers erin Lumey te bewegen de martelaren een begrafenis te gunnen, in de turfschuur. Al direct na hun dood gingen er onder het katholieke volk in Zuid-Holland en andere landsdelen geruchten over hun heiligheid. Zo zouden ze zijn verschenen aan een plaatsgenoot en zouden op voorspraak van de martelaren veel mensen genezen zijn van ziekten. De broers Willem en Rutger van Est uit Gorcum, van wie de laatste in de eerste dagen een medegevangene van de martelaren was geweest, beschreven de lijdensweg in het werk Historiae Martyrum Gorcomiensium. Daarnaast was de Historiae Martyrum Batavicorum van Petrus Opmeer uit 1595 een belangrijke bron over de martelaren. Ook de lekenbroeder Hendrik heeft zijn medewerking verleend aan het op schrift stellen van de geschiedenis van de martelaren. Zodoende zijn er veel directe ooggetuigenverklaringen beschikbaar. Uiteraard zijn al deze bronnen, inclusief de erop gebaseerde boeken van De Lange en Blijswijk, katholiek getint. Het gaat om hagiografieën. Dat neemt niet weg dat de belangstellende, met de katholieke herkomst van de bronnen als kritische noot in het achterhoofd, een goed historisch beeld kan krijgen van de gevangenschap en dood van de martelaren. Slechts van weinig katholieke martelaren zijn zulke directe getuigenissen beschikbaar.
In 1593 werd de turfschuur afgebroken. De beenderen van de martelaren werden in 1615, tijdens het Twaalfjarig Bestand, onder geheimhouding door Jezuïeten opgegraven en verspreidden zich vervolgens over grote delen van de Zuidelijke Nederlanden. Zestig jaar later, in 1675, volgde op basis van de getuigenverklaringen en wonderen de zaligverklaring door paus Clemens X onder de titel ‘Martelaren van Gorcum’. Vanwege de protestantse overheersing in het missiegebied van de Noordelijke Nederlanden duurde het vervolgens bijna twee eeuwen, tot 1867, voordat de heiligverklaring een feit was. Juist de katholieke bisschoppen in Nederland hebben omwille van de lieve vrede de heiligverklaring van de martelaren geprobeerd tegen te houden.

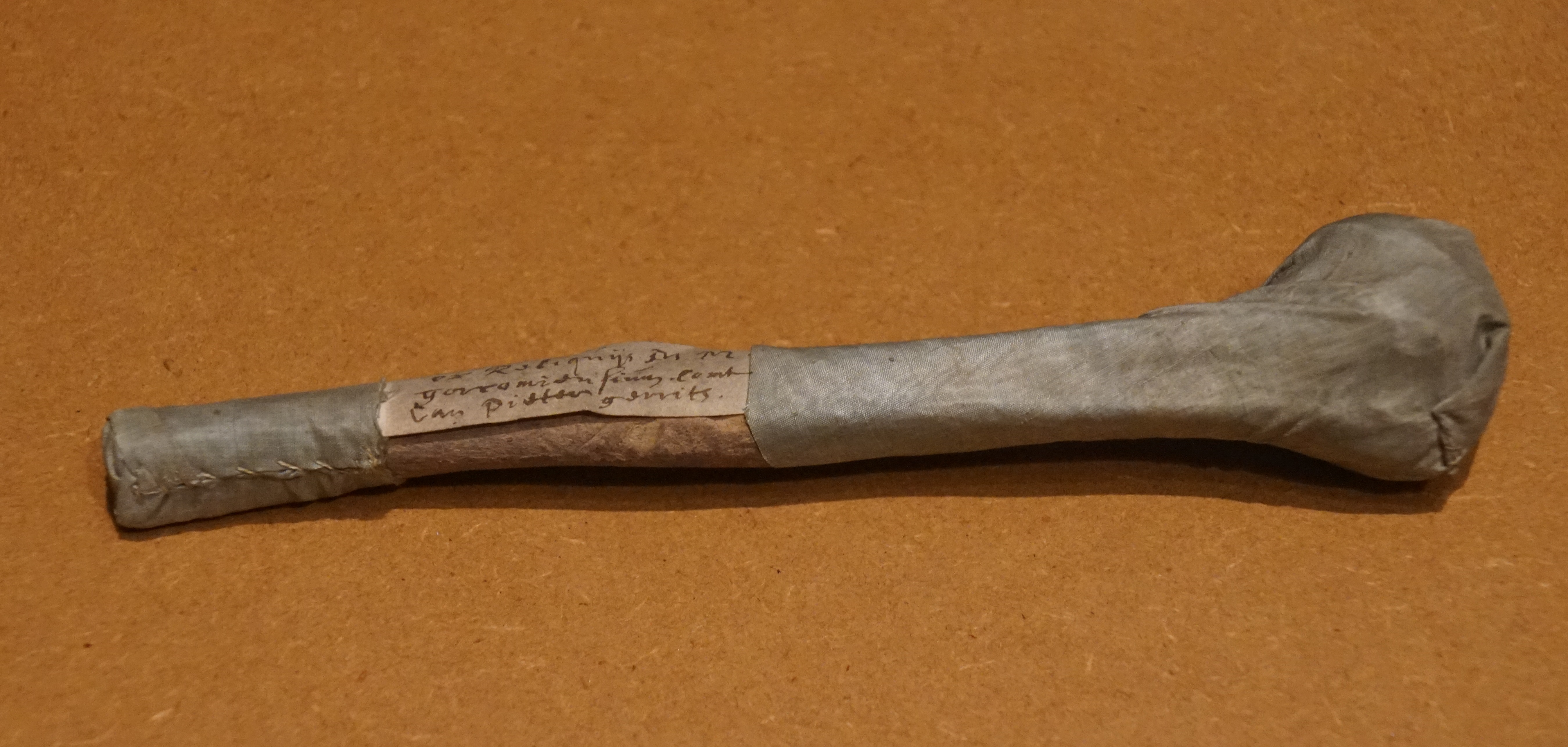
Stuk been van een van de Gorcumse martelaren, in 1618 door een inwoner van Utrecht clandestien opgegraven en sindsdien als reliek vereerd.

Bedevaarten waren in de Nederlanden verboden, maar na de heiligverklaring kwam de devotie naar de Martelaren in een stroomversnelling. Nabij de locatie van de turfschuur werd een heiligdom gebouwd, waar ook tegenwoordig nog jaarlijks rond 9 juli de nationale bedevaart ter ere van de Martelaren van Gorcum wordt gehouden.

## De martelaren

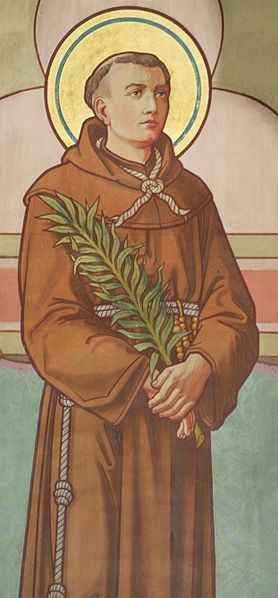
Godefridus van Mervel

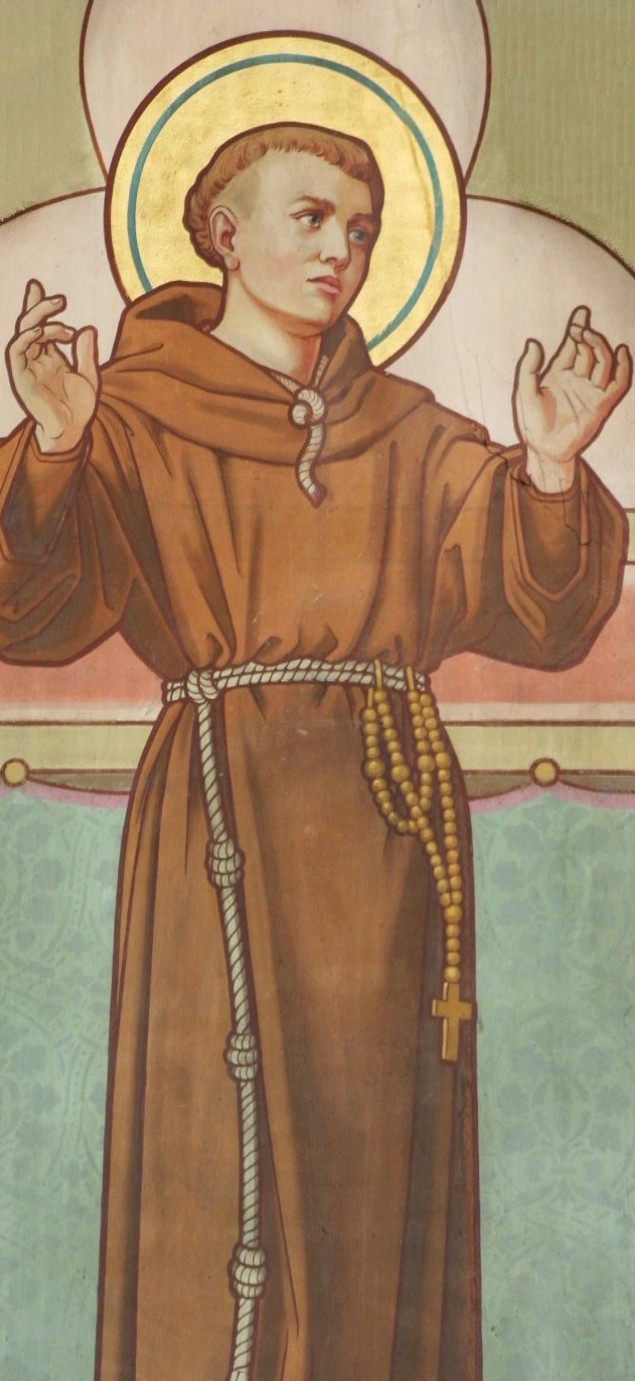
Antonius van Weert

Onder de martelaren bevonden zich elf franciscanen (minderbroeders), één dominicaan (predikheer), twee norbertijnen (witheren) en vijf wereldheren (seculiere priesters, werkzaam in bisdommen). Hieronder volgen de namen met telkens hun geboortejaar.
1. Leonardus van Veghel (1527), woordvoerder, wereldheer en sinds 1566 pastoor van Gorinchem
2. Petrus van Assche (1530), franciscaner broeder
3. Andreas Wouters (1542), wereldheer, pastoor in Heinenoord in de Hoeksche Waard
4. Nicasius van Heeze (1522), franciscaner theoloog en pater
5. Hieronymus van Weert (1522), franciscaner priester, pastoor te Gorinchem
6. Antonius van Hoornaar (geboortejaar onbekend), franciscaner priester
7. Godfried van Duynen (1502), wereldheer, voorheen pastoor in Noord-Frankrijk
8. Willehad van Denemarken (1482), franciscaner priester
9. Jacobus Lacobs (1541), norbertijn
10. Franciscus van Rooy (1549), franciscaner priester
11. Joannes van Hoornaar, ook: Joannes van Keulen (geboortejaar onbekend), dominicaner priester, pastoor te Hoornaar
12. Antonius van Weert (1523), franciscaner priester
13. Theodorus van der Eem (tussen 1499–1502), franciscaner priester, rector van de Zusters Tertiarissen in Gorinchem
14. Cornelius van Wijk bij Duurstede (1548), franciscaner lekenbroeder
15. Adrianus van Hilvarenbeek (1528), norbertijn en pastoor in Monster
16. Godfried van Mervel (1512), franciscaner priester, koster van het minderbroederklooster te Gorinchem
17. Joannes van Oisterwijk (1504), regulier kanunnik van het Regularissenklooster van het Oud-Begijnhof te Gorinchem
18. Nicolaas Poppel (1532), wereldheer, kapelaan te Gorinchem
19. Nicolaas Pieck (1534), franciscaner priester, theoloog en omstreeks 1568 benoemd tot gardiaan van het minderbroederklooster van Gorinchem